# Atacamita
Atacamita (лат.) — род жуков-златок из подсемейства Polycestinae.

## Описание
Мелкие (обычно 4—6 миллиметров), продолговатые, чёрные и коричнево-жёлтые жуки. Верхняя сторона сильно пунктирована. Антенны короткие и тонкие. Пронотум округлый, немного шире, чем надкрылья, слегка сужен в середине. Имаго часто посещают цветы.

## Распространение
Широко распространены в южной части Южной Америки: Аргентина, Чили.

## Систематика
Известно 3 вида.
- Atacamita arriagadai Moore, 2001
- Atacamita biimpressa (Philippi & Philippi, 1860)
- Atacamita chiliensis (Laporte & Gory, 1835)typus (=Acmaeodera chiliensis)[1]